# Psychotria cyanopharynx
Psychotria cyanopharynx är en måreväxtart som beskrevs av Karl Moritz Schumann. Psychotria cyanopharynx ingår i släktet Psychotria och familjen måreväxter. Inga underarter finns listade i Catalogue of Life.